# Zelotes katombora
Zelotes katombora är en spindelart som beskrevs av FitzPatrick 2007. Zelotes katombora ingår i släktet Zelotes och familjen plattbuksspindlar.
Artens utbredningsområde är Zimbabwe. Inga underarter finns listade i Catalogue of Life.